# Henry Sherwood
Henry Sherwood (1807–1855) – kanadyjski przedsiębiorca, prawnik, oficer milicji kolonialnej i polityk. Premier rządu Prowincji Kanady w latach 1847–1848.

## Życiorys
Sherwood urodził się w mieście Augusta w Górnej Kanadzie. Rodzice Henry’ego, ojciec Levius Peters Sherwood i matka z Charlotte z domu Jones, wywodzili się z prominentnych rodzin lojalistycznych. Od dziecka wzrastał w konserwatywnym środowisku zaangażowanym w życie polityczne, blisko współpracującym z brytyjskimi władzami kolonialnymi. Otoczenie miało wielki wpływ na kształtowanie jego konserwatywnych poglądów. Po ukończeniu szkoły średniej, Sherwood rozpoczął naukę prawa w biurze swego wuja, Johna Boultona, pełniącego wtedy funkcję zastępcy prokuratora generalnego. W 1828 Sherwood został powołany do miejscowej palestry i rozpoczął własną praktykę. Jednocześnie zaangażowany był w całe spektrum działań gospodarczych. Między innymi zajmował się spekulacją gruntami. Zaangażowany był także w bankowość (jako doradca prawny banku Bank of Upper Canada) oraz w kompanie ubezpieczeniowe. Od młodych lat zaangażowany był w politykę. Wychowanie w konserwatywnym środowisku spowodowało, że ideologie antyreformatorskie były mu najbliższe. Już w połowie lat dwudziestych XIX w. stał w opozycji do wszelkich reformatorskich zapędów reprezentowanych przez republikanów, z Williamem Mackenzie na czele. Także i w czasie rebelii w 1837, będąc oficerem milicji brał aktywny udział w tłumieniu zamieszek. Sherwood osobiście dowodził milicją w potyczce pod Gallows Hill, na północ od Toronto, w której z łatwością rozproszył zdezorientowany oddział rebeliantów.
Już na rok przed rebelia Sherwood zadebiutował w lokalnej polityce. W czerwcu 1836 zdobył mandat do parlamentu prowincjonalnego w okręgu Brockville. Już w pierwszym roku posłowania dal się poznać jako zdecydowany polityk, skupiony głównie na podniesieniu jakości administracji oraz działania wymiaru sprawiedliwości. W kwestiach ideologicznych stał na stanowisku ściśle konserwatywnym oponując przeciwko planom wprowadzenia rządu przedstawicielskiego. W sprawach gospodarczych był zwolennikiem konserwatywnych teorii izolacjonizmu, wysokich cel i centralnej kontroli banku. Sherwood wraz z innym prawicowym politykiem Allanem MacNab postulował wprowadzenie instytucji komisariaty do spraw emigracji. Pomysł ten wyprzedzał opokę, o co najmniej 40 lat, nie doczekał się jednak realizacji.
Przez następne lata pozostając w cieniu lidera konserwatystów Williama Drapera, Sherwood wyrósł na jedną z najbardziej prominentnych figur w partii konserwatywnej. Mimo tego Sherwood przepadł w wyborach parlamentarnych 1841 r. Główna przyczyna porażki była zmiana okręgu wyborczego. Sherwood porzucił okręg Broockville, w którym był znany i szanowany, na rzecz bardziej prestiżowego okręgu miejskiego Toronto. Skrajnie konserwatywne środowisko miasta, w którym duża role odgrywali oranżyści uznali kandydaturę Sherwooda za zbyt radykalną. Przegrana wyborcza zbiegła się z kryzysem prywatnych finansów, który był wynikiem życia ponad stan. Te dwa fakty złożyły się na to, ze Sherwood zmuszony był czasowo odsunąć się polityki i zająć się swoimi sprawami finansowymi. Nie został bezczynny na długo. Już rok później znalazł się w radzie miasta Toronto, w której był promotorem licznych usprawnień, między innymi budowy chodników, kanalizacji, szkół itp. 1842 był kolejnym szczeblem w karierze Sherwooda. Wtedy to po raz pierwszy został powołany do rządu przez premiera Williama Drapera. Choć w rządzie zasiadał niecały rok i zaliczany był do mało aktywnych ministrów, zapewnił sobie w ten sposób jedną z czołowych pozycji w partii konserwatywnej i powrót do parlamentu w 1843. W czasie reformatorskich rządów Baldwina-La Fontaine, był bardzo aktywnym posłem i zasłynął z bezpardonowej krytyki rządu. Po upadku rządu reformatorskiego Sherwood ponownie wszedł do gabinetu zostając jednym z najbliższych współpracowników Drapera. Jego niezależna postawa i skłanianie się w kierunku skrajnie konserwatywnych elementów w partii, ostatecznie zraziła do niego Drapera. On sam ostatecznie przeszedł w stosunku do premiera do opozycji. W czerwcu 1846 Draper zdymisjonował swego niedawnego sprzymierzeńca. Wkrótce jednak, pozbawiony oparcia prawego skrzydła partii, rząd Drapera upadł. Sherwood, obok Allena MacNaba stał się najpoważniejszym konkurentem do schedy po Draperze. On też został powołany na premiera Prowincji Kanady. Urzędowanie objął 28 maja 1847 i fotel utrzymał do 11 marca 1848. Gabinet jego był słaby. Brakowało mu silnego oparcia w większości parlamentarnej (zaledwie dwa mandaty ponad wymaganą większość), jak i w samej partii. Jej reformatorska frakcja była pod wpływem skłóconego z nim Drapera. Także i prawe skrzydło było podzielone. Mimo tego Sherwoodowi udało się skompletować gabinet, którego jednym z członków był wkraczający na scenę polityczna John Macdonald, umiarkowany konserwatysta i przyszły pierwszy premier Kanady. Rząd Sherwooda nie wsławił się większymi dokonaniami, a z jago kadencji rozpoczęła się recesja, za która był obwiniany. Doprowadziło to do upadku rządu i powrotu do władzy reformistów.
Sherwood mimo starań, nie powrócił już na polityczne szczyty. Powrót reformistów, a potem dominacja MacNaba, skutecznie uniemożliwiła mu to. Zresztą wkrótce po tym rozpoczęły się jego kłopoty zdrowotne. Zmarł w Bawarii 7 lipca 1855 w czasie swej europejskiej podróży.